# Transporte aéreo tático
O termo transporte aéreo tático se refere ao transporte de equipamentos, tropas e suprimentos em um teatro de operações, uma região com delimitação geográfica menor do que as consideradas no transporte aéreo estratégico. As aeronaves que realizam essa tarefa são designadas “transportadores táticos”.
As operações de transporte aéreo tático incluem, além de missões aéreas, o transporte de veículos, materiais, lançamento de paraquedistas, busca e salvamento de pessoal (incluindo o resgate de não-combatentes), além de reabastecimento em voo. Além disso, existem também serviços de transporte aéreo programados, como nas situações de evacuação médica, movimentação de recursos e de pessoal de apoio.
Ao contrário dos jatos usados no transporte aéreo estratégico, no transporte aéreo tático as aeronaves normalmente são turbopropulsoras, com menor velocidade e adequadas para operação em pistas pequenas e rudimentares, e, no caso de helicópteros, até mesmo em localidades onde não exista pista. Os helicópteros, aliás, também possuem a vantagem de conseguirem descarregar carga sem a necessidade de pousar, enquanto realizam voo estático. 
Transportadores táticos de asa fixa, tais como o Lockheed C-130 Hércules conseguem realizar operações de extração por paraquedas em baixa altitude, quando a liberação de carga ocorre através da rampa traseira, conectada a um paraquedas de frenagem durante um voo raso sobre a área designada.